# Prince Edward County (Ontario)

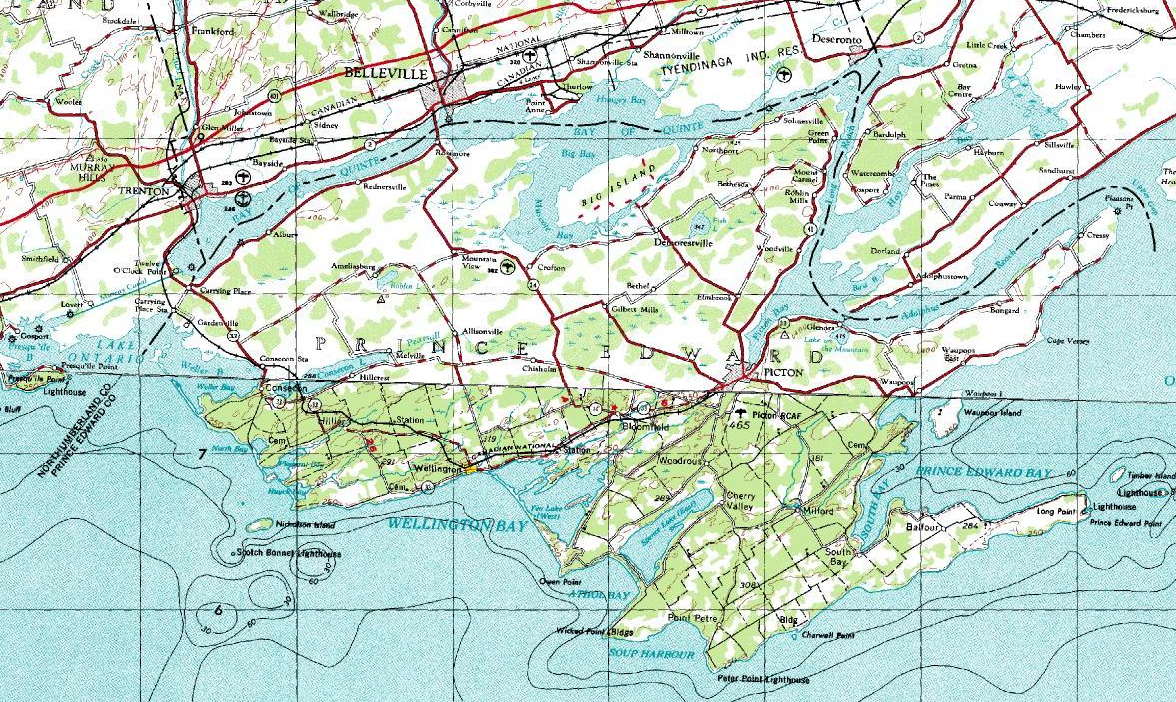
Karte des USGS

Prince Edward County (offiziell County of Prince Edward) ist eine Gemeinde im Südosten Ontarios. Die Gemeinde hat den Status einer Einstufige Gemeinden (einstufigen Gemeinde).
Prince Edward County hat kein städtisches Zentrum, sondern eine Reihe von verstreuten Dörfern. Die größte Ansiedlung ist Picton.

## Lage
Die Gemeinde liegt auf einer Halbinsel zwischen der Bay of Quinte und dem Lake Ontario. Sie liegt am Rand des Québec-Windsor-Korridor, etwa 160 Kilometer Luftlinie östlich von Toronto. Prince Edward County grenzt nach Norden an das Hastings County und dort an die Gemeinden Quinte West und Belleville. Im Osten liegt das Lennox and Addington County.
Im westlichen Bereich der Gemeinde befinden sich der North Beach Provincial Park und der Sandbanks Provincial Park.

## Geschichte
Im Nordwesten der Gemeinde an der Grenze zum benachbarten Quinte West liegt die Ansiedlung „Carrying Place“. Hier wurde 1787 zwischen Sir John Johnson und Häuptlingen der Mississauga ein Vertrag aushandelten, der eine Handelsroute zwischen Ontariosee und Huronsee ermöglichte. An das Ereignis erinnert heute ein Gedenkstein und der Ort gilt inzwischen als von historischer Bedeutung. Deswegen wurde der Ort am 26. Oktober 1966 zur National Historic Site of Canada erklärt.
1879 wurde für die Verkehr auf der Halbinsel die „Prince Edward County Railway“ gegründet, aus welcher später die Central Ontario Railway entstand. Diese wurde dann 1984 von der Canadian National Railway übernommen.
Bis 1997 war Prince Edward County tatsächlich ein County, wurde dann im Rahmen der großen Gebietsreform in Ontario jedoch mit den anderen Gemeinden auf der Halbinsel zu einer Einstufigen Gemeinde zusammengefasst wurde und bekam das Stadtrecht.

## Demografie
Der Zensus im Jahr 2016 ergab für die Siedlung eine Bevölkerungszahl von 24735 Einwohnern, nachdem der Zensus im Jahr 2011 für die Siedlung eine Bevölkerungszahl von noch 25258 Einwohnern ergeben hatte. Die Bevölkerung hat damit im Vergleich zum letzten Zensus im Jahr 2011 entgegen dem Trend in der Provinz um 2,1 % abgenommen, während der Provinzdurchschnitt bei einer Bevölkerungszunahme von 4,6 % lag. Bereits im Zensuszeitraum von 2006 bis 2011 hatte die Einwohnerzahl in der Siedlung entgegen den Trend um 0,9 % abgenommen, während sie im Provinzdurchschnitt um 5,7 % zunahm.
Prince Edward County hat die geringste Bevölkerungszahl und -dichte aller Einstufigen Gemeinden in Ontario.

## Söhne und Töchter der Stadt
Berühmtester Bewohner der Stadt war John Macdonald, der eine Anwaltspraxis in Picton übernahm und später der erste Premierminister von Kanada war
- Ralph Campney (1894–1967), Politiker und Kronanwalt
- Ben Hutton (* 1993), Eishockeyspieler